# MP–153
A Bajkál MP–153 egy 12-es kaliberű gázműködtetésű öntöltő sörétes puska, melyet az oroszországi Izsevszki Mechanikai Gyár (Izsmeh) gyártott 2000–2011 között. A fegyvert párhuzamosan fejlesztették az  előágyszán-ismétlő működésű MP–133 sörétes puskával, így több alkatrészükben is megegyeznek. 2012-től modernizált változata, az MP–155 váltotta fel.
A puska 12×76 mm vagy 12×89 mm űrméretben és 610, 650, 710 vagy 750 mm-es csőhosszban szerezhető be.
Az MP–153 sörétes puskát fix és cserélhető csőszűkítéssel is gyártják.

## Történet
A fegyver fejlesztését 1997-ben kezdték 12×70 mm-es űrméretben az IZS–81 puska alapjain. Mivel a vadászfegyver piacon nagy kereslet mutatkozott a nagyobb 12×89 mm űrméretű puskák iránt, így 1999 februárjában hozzáláttak a fegyver továbbfejlesztéséhez.

## Alkalmazók
- Amerikai Egyesült Államok − Remington Spartan 453
- Kazahsztán
- Oroszország

## Fordítás
Ez a szócikk részben vagy egészben  a   Baikal MP-153 című angol Wikipédia-szócikk ezen változatának fordításán alapul.  Az eredeti cikk szerkesztőit annak laptörténete sorolja fel. Ez a jelzés csupán a megfogalmazás eredetét és a szerzői jogokat jelzi, nem szolgál a cikkben szereplő információk forrásmegjelöléseként.